# استار سیتی (ویرجینیای غربی)
استار سیتی(به انگلیسی: Star City) شهری در ایالت ویرجینیای غربی کشور ایالات متحده آمریکا است که جمعیت آن در سرشماری سال ۲۰۱۰ میلادی، ۱٬۸۲۵ نفر بوده‌است.

## موقعیت جغرافیایی
موقعیت جغرافیایی شهرها و مناطق اطراف به شرح زیر است: